# Macrostomum collistylum
Macrostomum collistylum är en plattmaskart. Macrostomum collistylum ingår i släktet Macrostomum och familjen Macrostomidae. Inga underarter finns listade i Catalogue of Life.